# Kościół w Konradowie
Kościół w Konradowie este o arie protejată (arie specială de conservare — SAC, sit de importanță comunitară — SCI) din Polonia întinsă pe o suprafață de 0,41 ha, integral pe uscat.

## Localizare
Centrul sitului Kościół w Konradowie este situat la coordonatele 50°18′32″N 16°47′36″E / 50.309°N 16.7933°E.

## Înființare
Situl Kościół w Konradowie a fost declarat sit de importanță comunitară în aprilie 2004 pentru a proteja 2 specii de animale. Situl a fost protejat și ca arie specială de conservare în februarie 2017.

## Biodiversitate
Situată în ecoregiunea continentală, aria protejată nu include niciun habitat protejat.
La baza desemnării sitului se află mai multe specii protejate de  mamifere (2): liliac cârn (Barbastella barbastellus), liliac comun (Myotis myotis).